# ایرینا گاباشویلی
ایرینا گاباشویلی (به انگلیسی: Irina Gabashvili) ژیمناست زادهٔ ۱۵ اوت ۱۹۶۰ میلادی اهل کشور شوروی است.